# Procerochasmias gaullei
Procerochasmias gaullei là một loài tò vò trong họ Ichneumonidae.